# سمقين
سمقين (يدعى أيضًا ساموقينو) كان حاكمًا من الهكسوس لمصر السفلى خلال الفترة الانتقالية الثانية في منتصف القرن السابع عشر قبل الميلاد. وفقًا ليورغن فون بيكراث [الإنجليزية] ، فهو الملك الثالث في الأسرة السادسة عشر وتابع لملوك الهكسوس في الأسرة الخامسة عشرة. وهي وجهة نظر يدعمها ويليام سي. هايز وفولفغانغ هيلك.
ومع ذلك فقد رفض كيم ريهولت هذا الرأي، ففي دراسته لعام 1997 عن الفترة الانتقالية الثانية، يرى ريهولت أن ملوك الأسرة السادسة عشرة حكموا مملكة طيبة المستقلة حوالي 1650-1580 قبل الميلاد. وبالتالي، يعتبر ريهولت سمقين أحد ملوك الهكسوس الأوائل من الأسرة الخامسة عشرة وربما أول حاكم لها. وقد أقنع هذا التحليل بعض علماء المصريات، مثل داريل بيكر وجانين بوريو، ولكن ليس آخرين كستيفن كويرك.